# Mathys Tel
Mathys Henri Tel (Sarcelles, 27 de abril de 2005) es un futbolista francés que juega como delantero en el Tottenham Hotspur F. C. de la Premier League de Inglaterra, cedido por el Bayern de Múnich.

## Trayectoria

### Comienzos en Francia
Canterano del París F. C., ganó el prestigioso Paname Best Player en diciembre de 2019 cuando jugaba en el Jeunesse Aubervilliers.
Fue premiado por el medio de comunicación futbolístico francés Panamefoot. Se incorporó al Stade Rennais F. C. en 2020. Debutó como profesional el 15 de agosto de 2021 en un empate liguero (1-1) contra el Stade Brest 29. Su debut, con 16 años y 110 días, le convirtió en el jugador más joven en disputar un partido oficial con el Rennes, récord que hasta entonces ostentaba Eduardo Camavinga.

### Bayern Munich
El 26 de julio de 2022 firmó un contrato de cinco años con el Bayern de Múnich. El precio del traspaso al Rennes fue de 28.5 millones de euros con variables incluidas.
En su segundo mes como jugador del club consiguió el récord de ser el goleador más joven del Bayern tras anotar en la victoria 5:0 ante el Viktoria Colonia en la primera ronda de la Copa de Alemania 2022-23, a la edad de 17 años y 126 días.
Durante la temporada 2023-2024, Tel continuó su desarrollo, destacando por goles decisivos en partidos clave, incluyendo victorias en la Bundesliga y la Liga de Campeones de la UEFA. En marzo de 2024, extendió su contrato con el Bayern Múnich hasta 2029, reflejando la confianza del club en su potencial y crecimiento continuo. 

### Tottenham Hotspur
En febrero de 2025, Tel fue cedido en préstamo al Tottenham Hotspur de la Premier League inglesa hasta el final de la temporada, con una opción de compra valorada en 55 millones de euros. Esta decisión busca proporcionarle más tiempo de juego y experiencia en una liga competitiva.

## Selección nacional
Es internacional francés en categorías inferiores.

## Estadísticas

### Clubes
Actualizado al último partido disputado el 30 de octubre de 2024.
| Club                          | Div.          | Temporada     | Liga  | Liga  | Liga   | Copas nacionales | Copas nacionales | Copas nacionales | Copas internacionales | Copas internacionales | Copas internacionales | Total | Total | Total  |
| Club                          | Div.          | Temporada     | Part. | Goles | Asist. | Part.            | Goles            | Asist.           | Part.                 | Goles                 | Asist.                | Part. | Goles | Asist. |
| ----------------------------- | ------------- | ------------- | ----- | ----- | ------ | ---------------- | ---------------- | ---------------- | --------------------- | --------------------- | --------------------- | ----- | ----- | ------ |
| Stade Rennes F. C. II Francia | 5.ª           | 2021-22       | 6     | 6     | 0      | ―                | ―                | ―                | ―                     | ―                     | ―                     | 6     | 6     | 0      |
| Stade Rennes F. C. II Francia | Total club    | Total club    | 6     | 6     | 0      | 0                | 0                | 0                | 0                     | 0                     | 0                     | 6     | 6     | 0      |
| Stade Rennes F. C. Francia    | 1.ª           | 2021-22       | 7     | 0     | 0      | 1                | 0                | 0                | 2                     | 0                     | 0                     | 10    | 0     | 0      |
| Stade Rennes F. C. Francia    | Total club    | Total club    | 7     | 0     | 0      | 1                | 0                | 0                | 2                     | 0                     | 0                     | 10    | 0     | 0      |
| Bayern de Múnich · Alemania   | 1.ª           | 2022-23       | 22    | 5     | 0      | 1                | 1                | 0                | 5                     | 0                     | 0                     | 28    | 6     | 0      |
| Bayern de Múnich · Alemania   | 1.ª           | 2023-24       | 30    | 7     | 5      | 3                | 1                | 0                | 8                     | 2                     | 1                     | 41    | 10    | 6      |
| Bayern de Múnich · Alemania   | 1.ª           | 2024-25       | 4     | 0     | 0      | 2                | 0                | 0                | 1                     | 0                     | 0                     | 7     | 0     | 0      |
| Bayern de Múnich · Alemania   | Total club    | Total club    | 56    | 12    | 5      | 6                | 2                | 0                | 14                    | 2                     | 1                     | 76    | 16    | 6      |
| Total carrera                 | Total carrera | Total carrera | 69    | 18    | 5      | 7                | 2                | 0                | 16                    | 2                     | 1                     | 92    | 22    | 6      |

## Palmarés

### Títulos nacionales
| Título                | Club             | País     | Año  |
| --------------------- | ---------------- | -------- | ---- |
| Supercopa de Alemania | Bayern de Múnich | Alemania | 2022 |
| 1. Bundesliga         | Bayern de Múnich | Alemania | 2023 |
| 1. Bundesliga         | Bayern de Múnich | Alemania | 2025 |

### Títulos internacionales
| Título                                 | Equipo                  | Sede   | Año  |
| -------------------------------------- | ----------------------- | ------ | ---- |
| Campeonato de Europa Sub-17 de la UEFA | Francia sub-17          | Israel | 2022 |
| Liga Europa de la UEFA                 | Tottenham Hotspur F. C. | Bilbao | 2025 |